# 刘茀祺旧宅
刘茀祺旧宅建于1920年，是中国著名给排水专家、天津济安自来水股份公司副总经理兼总工程师、中国第一个给水排水设计院的首任副院长兼总工程师刘茀祺在天津的故居。位于当时的天津英租界的科伦坡道（Colombo Road）（今和平区常德道71号），该建筑目前是一般保护等级历史风貌建筑。

## 建筑
刘茀祺旧宅为砖木结构二层楼房，是一座具有西班牙风格的西式洋楼建筑。